# Вислока
Висло́ка, або Вісло́ка (пол. Wisłoka) — річка у Польщі, багатоводна права притока верхньої Вісли. Довжина 164 км. Бере початок у Низьких Бескидах (Західні Карпати) на Лемківщині поблизу села Радоцина і тече переважно на північ.
Дукельський перевал відокремлює басейн Віслоки від басейну Тиси (приплив Дунаю). На Віслоці розташовані населені пункти: Ясло, Дембиця, Мелець.